# 柏林塔斯马尼亚1900体育俱乐部
柏林塔斯马尼亚1900体育俱乐部（德語：Sport-Club Tasmania von 1900 Berlin e. V）是德国一家位于柏林新克尔恩的足球俱乐部，成立于1900年，并于1973年破产。

## 历史
俱乐部成立于1900年6月2日，当时名为。据传，俱乐部的创始人将在19世纪末移居澳大利亚，因此他们以目的地塔斯马尼亚来命名俱乐部。
1965年，柏林唯一一支德甲球队柏林赫塔由于违反规定擅自提高球员工资违反联赛薪资规定而被取消参赛资格。出于冷战时的政治考量，德国足协希望德甲能有一支来自柏林的球队，从而引发一串怪事。
按竞技成绩本应降级的两支球队卡尔斯鲁厄和沙尔克04继而提出申诉，声称各有2场比赛是在柏林赫塔暗中给球员加薪的刺激下输掉的，并双双反对将自身降级。于是德国足协宣布德甲扩容，参赛球队从16支增加到18支，并暂停降级一个赛季，并且为柏林的球队留出一个参赛名额。代替柏林赫塔的球队是柏林地区联赛的上届冠军及当届季军柏林塔斯马尼亚，它是在应届冠军柏林普鲁士网球升级附加赛失利和亚军斯潘道主动弃权后，通过非竞技成绩入围德甲。
尽管1965-66赛季的揭幕战取得首胜，柏林塔斯马尼亚初到德甲联赛便垫底降级，成为德甲历史上成绩最差的球队，仅凯泽斯劳滕没有赢过它，共有7项负面纪录位居德甲之最，分别为：最低进球数（15球）、最高失球数（108球）、最少正积分（8分，当时采用2分制）、最少胜场（2场）、最多负场（28场）、最少单场入场观众（827人）和最长不胜（连续31场）
球队在1965-66赛季结束后垫底降级，重返柏林地区联赛。尽管球队在随后七个赛季里两次进入升级轮，但从未重返德甲。1973年，球队宣布破产。